# Chainça
Chaínça is een plaats (freguesia) in de Portugese gemeente Leiria en telt 815 inwoners (2001).